# Platambus schillhammeri
Platambus schillhammeri is een keversoort uit de familie waterroofkevers (Dytiscidae). De wetenschappelijke naam van de soort is voor het eerst geldig gepubliceerd in 1995 door Wewalka & Brancucci.